# Gestão das pescarias
Gestão (ou gerenciamento) ou administração pesqueira é o conjunto de operações tendentes a regular a actividade pesqueira num país ou região. Do ponto de vista teórico, pode considerar-se parte das ciências pesqueiras.
Geralmente o objectivo que se pretende atingir com essa regulação é a maximização dos resultados da pesca, em termos físicos (capturas), evitando ao mesmo tempo a sobrepesca, ou em termos económicos (renda). No entanto, em 1995, a Conferência da FAO adoptou um Código de Conduta para Pescas Responsáveis, que aconselha os países membros a adoptarem, contendo princípios e linhas de acção no sentido da conservação dos recursos pesqueiros e dos seus ecossistemas, para atingir a sustentabilidade das pescas em todo o mundo.
As principais áreas de acção da administração pesqueira são:
- Monitorização das pescarias;
- Regulamentação; e
- Fiscalização

## Monitorização das pescarias
Monitorização (ou monitoramento) das pescarias é a recolha de informação que permita conhecer, em cada momento, a actividade da frota ou dos pescadores individuais, as condições em que a actividade é realizada e os resultados dessa actividade, tanto em termos físicos  (capturas) ou económicos (renda).
A estas informações costumam chamar-se estatísticas de pesca, uma vez que permitem estimar vários índices que explicam o estado de saúde das pescarias e são uma parte dos dados necessários à biologia pesqueira. Um dos índices mais importantes é o rendimento, geralmente na forma de “captura-por-unidade-de-esforço de pesca” (ou CPUE); a tendência temporal deste índice permite verificar se o recurso está subexplorado ou se se atingiu a situação de sobrepesca.
Os dados sobre a actividade dos pescadores ou das frotas incluem:
- o número de pescadores envolvidos em cada pescaria e em cada unidade de tempo (dia, mês, ano);
- o número de embarcações usadas;
- o número de artes de pesca empregues;
- a localização dos pesqueiros, ou seja, as áreas de concentração das frotas ou pescadores;
- o tempo utilizado nas operações de pesca;
- o(s) período(s) ou época(s) em que ocorrem as referidas actividades.

Estas informações, ligadas às condições em que se realiza a pesca, permitem calcular o esforço de pesca total exercido em cada pescaria ou suas componentes; com os números conseguidos acima, apenas se pode calcular o esforço de pesca nominal, sem ter em atenção o diferente poder de pesca das suas diversas componentes.
Estes dados que reflectem as condições em que operam os pescadores são, entre outros:
- os tipos e dimensões das artes de pesca utilizadas;
- as dimensões, tipo de propulsão e potência (dos motores, se for o caso) das embarcações, o que permite calcular o respectivo poder de pesca;
- os custos associados a cada pescaria, incluindo
  - o custo das embarcações e artes de pesca (investimento);
  - os custos de manutenção do equipamento;
  - os custos variáveis das operações de pesca, incluindo
    - salários;
    - combustíveis e óleos;
    - materiais de conservação do pescado (gelo, produtos químicos, embalagem);

Com as informações sobre custos e com os dados sobre os resultados da pesca (captura e seu valor de venda e de mercado), podem calcular-se os índices económicos das pescarias.
Ao mesmo tempo que se recolhem estas estatísticas, pode igualmente obter-se informação necessária à biologia pesqueira, incluindo a composição específica das capturas e os tamanhos capturados.
Em muitas pescarias, principalmente naquelas que utilizam tecnologia mais avançada, o fornecimento destes dados é obrigatório para os comandantes e para os proprietários das embarcações de pesca. No entanto, a fiabilidade dos dados fornecidos nem sempre é a desejada e, por isso, as instituições responsáveis pela gestão das pescarias muitas vezes têm que usar métodos paralelos para completar ou aferir a informação prestada. Uma das formas, que é principalmente usada em pescarias internacionais (em que participam embarcações com bandeiras de diferentes países) é o embarque de fiscais ou amostradores que podem exercer a dupla função de recolher dados sobre a actividade da frota e de fiscalizar a aplicação das normas reguladoras das pescarias.
Na pesca artesanal é difícil conseguir que os pescadores entreguem regularmente a informação necessária, principalmente quando os barcos não têm condições para a manutenção de livros ou fichas de registo. Em alguns países, o pescado é concentrado em pontos de venda chamados lotas e pode ser facilmente controlado. Mas em muitos países em desenvolvimento, não existem essas infraestruturas e, para recolher a informação necessária à gestão das pescarias, é necessário organizar um sistema de amostragem, com cujos dados se pode estimar as capturas e esforço de pesca totais duma pescaria, assim como os índices biológicos associados.

## Regulamentação pesqueira
É o conjunto de normas aceites pelos pescadores para regular a actividade pesqueira. Essas normas podem fazer parte da tradição duma comunidade pesqueira, como acontece ainda hoje com as pescarias dos atóis da Oceania, ou podem assumir a forma de leis e regulamentos dentro dum estado, ou ainda de convenções ou acordos para a gestão das pescarias numa região onde operam pescadores de vários países.
As normas reguladoras da actividade pesqueira incluem normalmente:
- os métodos e artes de pesca autorizadas (e os proíbidos), muitas vezes especificando materiais de construção e dimensões;
- as espécies e tamanhos autorizados (ou proíbidos);[3]
- o tamanho e potência e, por vezes, o número máximo das embarcações autorizadas;
- a proveniência dos pescadores (ou a bandeira das embarcações autorizadas; e
- as formas de conservação do pescado.

Em muitos países, a regulamentação principal encontra-se numa Lei das Pescas, podendo haver regulamentos específicos para os diferentes tipos de pesca ou pescarias (por exemplo, regulamento da pesca de arrasto, regulamento da pesca do camarão, regulamento das pescas em águas interiores) e para as actividades conexas, como o processamento do pescado.
Para além destes instrumentos legais, os governos são encorajados a desenhar planos de gestão para cada pescaria.

### Licenciamento ou permissão para pescar
Nos sistemas tradicionais de gestão de pescarias, a comunidade ou seus mandatários têm poder para decidir se um indivíduo pode ou não iniciar a actividade pesqueira na sua área de pesca. Um dos aspectos mais importantes que derivam da instituição legal das normas de regulação da actividade pesqueira é a emissão, por uma entidade do estado (ou duma entidade supra-estatal), dum documento que autoriza o seu detentor a exercer aquela actividade, em determinadas condições normalmente especificadas na licença.
E é igualmente esse documento que permite legalmente controlar a actividade pesqueira: uma vez especificadas na Lei as condições para obter essa licença, quem pesca sem autorização está a cometer uma ilegalidade. Da mesma maneira, quem pesca em condições diversas das que são especificadas na licença está a cometer uma ilegalidade e pode ser sancionado pelo Estado.
Uma vez ditadas legalmente as condições para realizar a actividade da pesca, as autoridades controladoras devem organizar um sistema de fiscalização, para verificar se os pescadores estão a operar dentro da legalidade, evitar actos ilegais e reprimir as ilegalidades.

## Fiscalização das actividades pesqueiras
É o controle da aplicação das normas jurídicas adoptadas para regulamentar as pescarias num país ou região. Esse controle pode ser exercido directamente pela autoridade pesqueira, através de fiscais que verificam o cumprimento das leis e regulamentos, quer nos próprios locais de pesca (muitas vezes entrando nas embarcações), quer nos locais de desembarque do pescado. Mas pode também ser exercido por outro tipo de autoridades, como as polícias de protecção, aduaneira, marítima, ou mesmo pela guarda costeira ou marinha de guerra.